# Ničiren
Ničiren (japonsky: 日蓮;1222 – 13. října 1282), narozený jako Zenničimaro (善日麿), byl japonský buddhistický mnich. Ve své době byl známým učitelem dharmy a dodnes je považován za jednu z nejvýznamnějších postav japonského buddhismu. Věřil, že jedině prostřednictvím Lotosové sútry a formule Namu Mjóhó rengekjó se může lidstvo zachránit před zkázou. Je zakladatelem Ničirenovy školy, která dnes zahrnuje školy Ničiren šú a Ničiren šóšú, ale i moderní proudy jako Sóka gakkai apod.

## Život
Ničiren se narodil v rybářské vesnici Kominato v japonské provincii Awa. Vesnice Kominato existuje dodnes a nachází se v prefektuře Čiba na pobřeží Tichého oceánu.

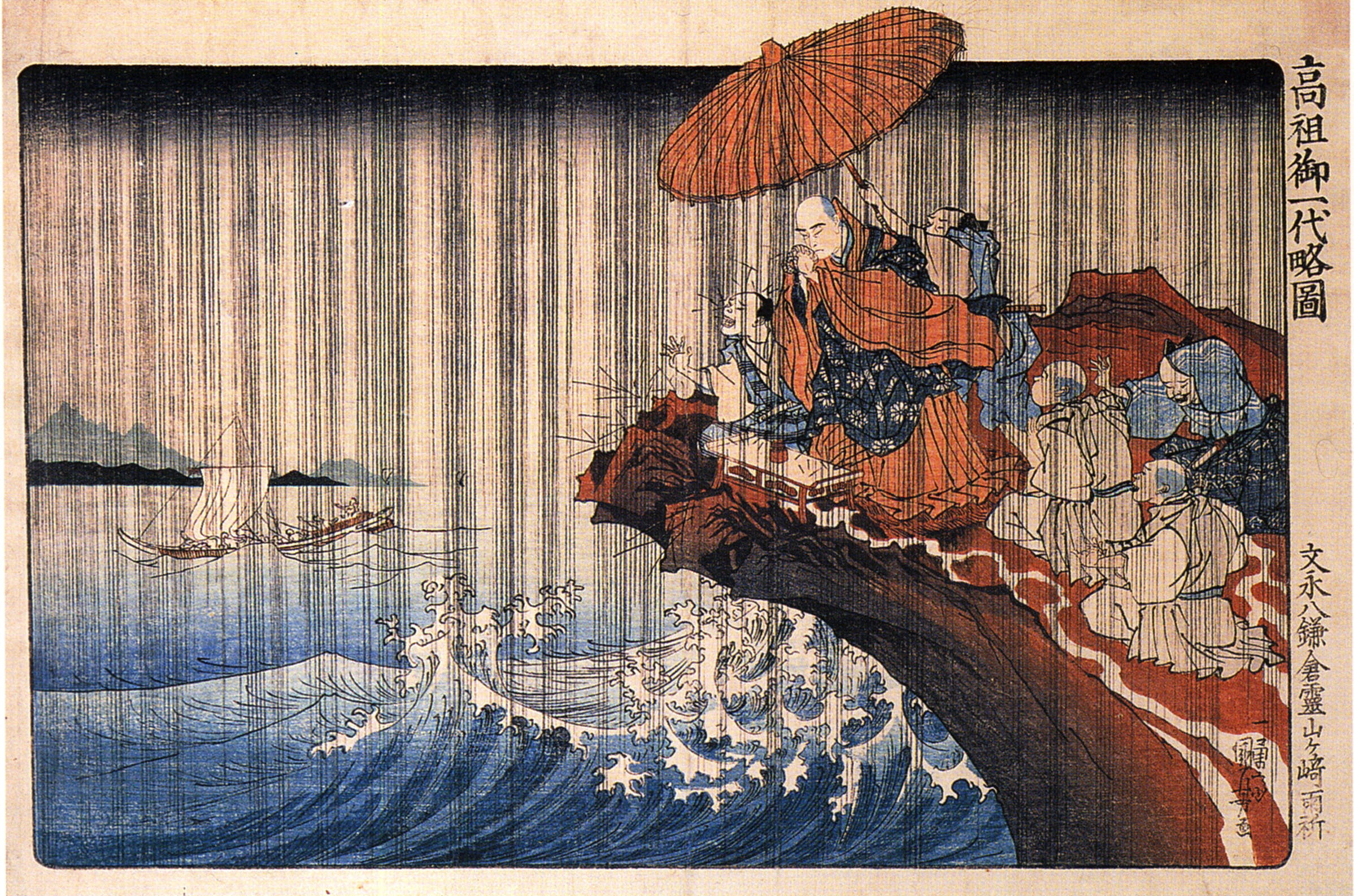
Ničiren v bouři na malbě Utagawy Kunijošiho

V buddhistických naukách se Ničiren začal vzdělávat v jedenácti letech v nedalekém klášteře Seičódži (清澄寺, často nazývaný Kijosumi-dera). Po pěti letech byl formálně ordinován jako buddhistický mnich a přijal jméno Zešó-bó Renčó. Nedlouho po své ordinaci opustil klášter a vydal se za dalšími studiemi do Kamakury. O několik let později cestoval dále do západního Japonska, zejména do Nary a Kjóta, aby si zde dále prohloubil své znalosti buddhistického učení. Již v této době jeho zájem čím dál tím více směřoval k Lotosové sútře. V roce 1253 se vrátil zpět do domáckého kláštera Seičódži.
28. dubna téhož roku Ničiren poprvé odhalil mantru Namu Mjóhó Rengekjó („Úcta Lotosové rozpravě a jejímu učení“). V tento den také dal najevo své sympatie Lotosové sútře a prohlásil ji za jedinou pravou, ryzí nauku buddhismu a zároveň se změnil jméno na Ničiren (anglicky Nichiren). Niči (日) znamená v kandži slunce a ren (蓮) značí lotos. Jak sám Ničiren podotýká, význam jeho jména je mnohonásobný a hluboce zakořeněný v Lotosové sútře.

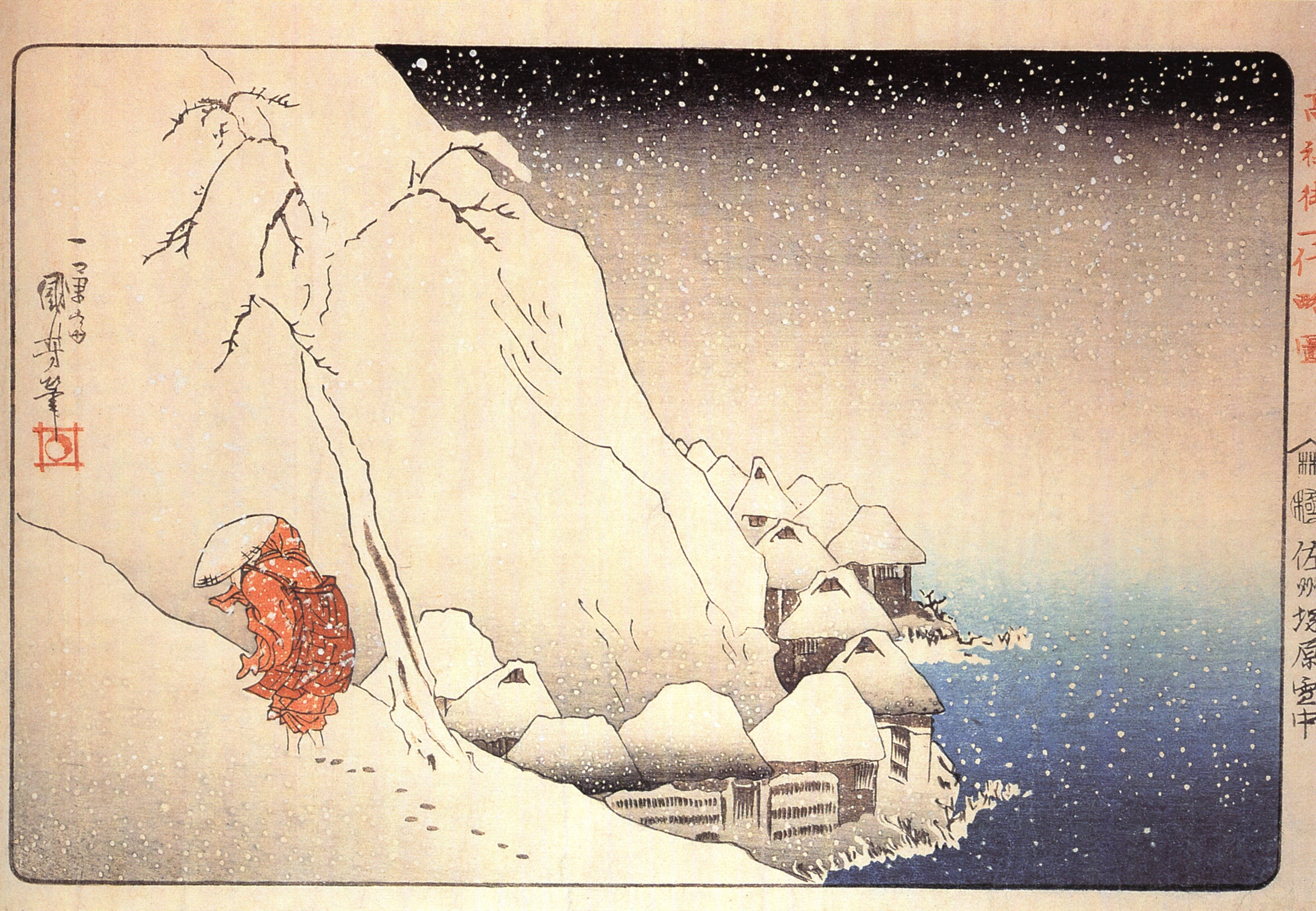
Ničiren ve vyhnanství na ostrově Sado (Utagawa Kunijoši)

Po těchto událostech, které Ničirenovi následovníci považují za počátek svého založení, Ničiren začal se šířením svého učení v Kamakuře. V tehdejším Japonsku to bylo hlavní město, kde sídlili šógunové společně s vládou. Ničiren se snažil přesvědčit japonskou vládu, aby zakázala ostatní buddhistické školy a začala s podporou Lotosové sútry a jejího učení jakožto jediné správné cesty.
V roce 1271 byl pro své názory zatčen a odsouzen k smrti. Když byl veden na popraviště, vyvázl za dosud ne zcela jasných okolností. Místo popravy jej však čekalo vyhnanství na ostrově Sado. Pobyt ve vyhnanství využil k sepsání některých svých děl. V roce 1274 byl povolán zpět do Kamakury. Znovu se pokusil přesvědčit vládní kruhy, aby přijali učení a poselství, které přináší Lotosová sútra. Když ani tentokrát nebyl vyslyšen, usadil se hoře Minoba na ostrově Honšú. Zde, mezi svými stoupenci, strávil svá poslední léta. Zemřel 12. února 1282 ve věku šedesáti let.

## Učení

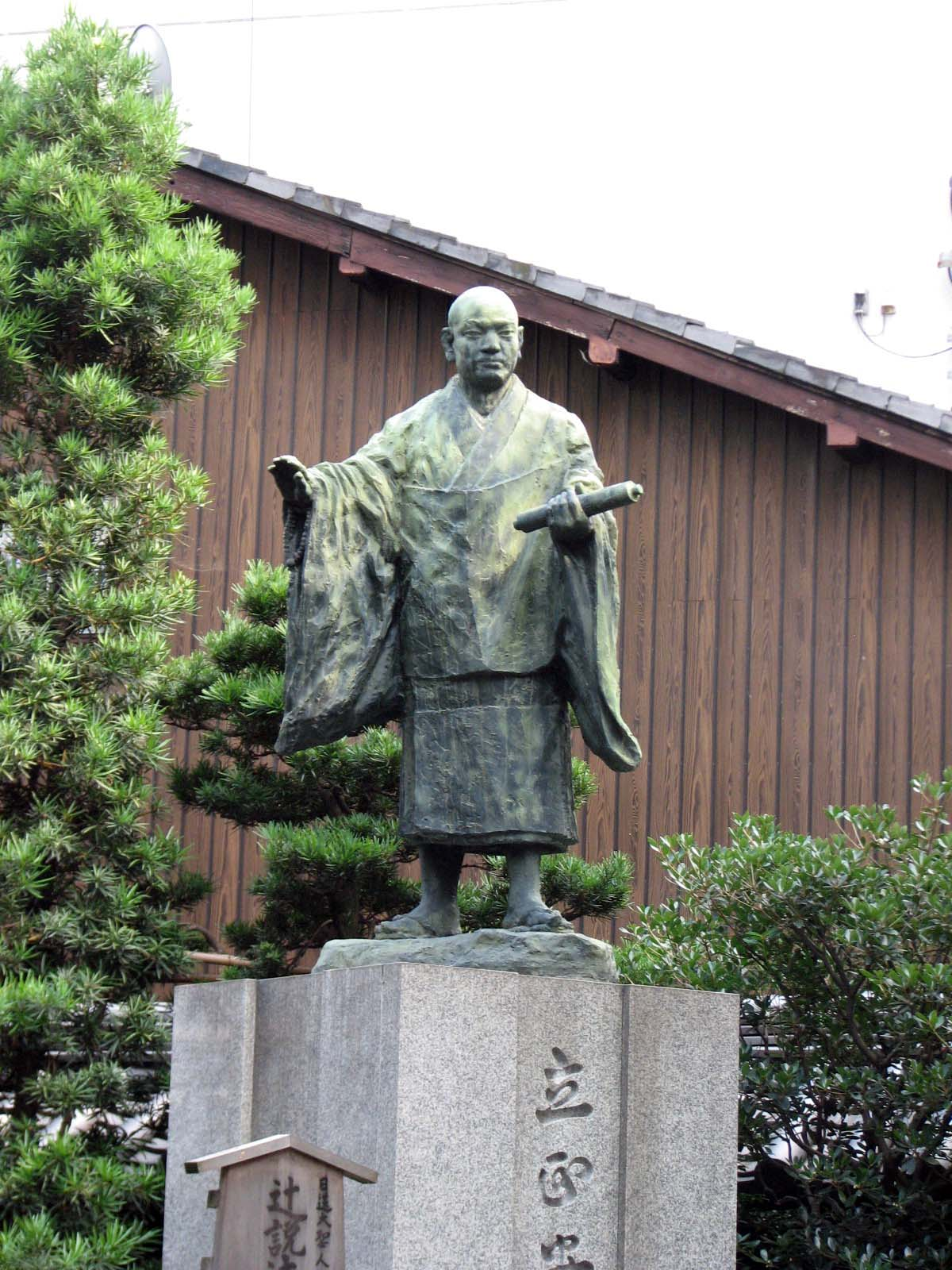
Ničirenova socha v Kjótu

Ničiren byl ve své době kontroverzní postava a některé školy, které vycházejí z jeho učení, jsou podobného rázu (Ničiren šóšú apod.). Jeden z takových hlavních znaků jeho následovníků je, že věří, že pouze jejich forma buddhismu (ta založená na Ničirenově učení) je ta správná.
Některé skupiny hovoří o Ničirenově snaze sjednotit rozpolcenost buddhismu do jediného proudu. Ničiren však nehledal kompromis mezi jednotlivými školami, založil novou školu a pevně věřil, že ostatní proudy buddhismu se neubírají správným směrem. Podle Ničirena totiž jediná správná cesta vede ve stopách Lotosové sútry.
V pálijském kánonu se vyskytuje několik proroctví o třech obdobích buddhismu. V posledním období by mělo dojít k postupném úpadku buddhistické nauky. Tyto tvrzení byly v pozdější době vykládány metaforicky, avšak Ničiren je interpretoval doslova. Vypočítal, že třetí období nastalo docela nedávno. Začal se považovat za inkarnaci bódhisattvy Višíštačáritry a začal s ještě intenzivnější misijní činností.

## Vybraná díla
- Hokke daimokušó („Pojednání o vzývání jména Lotosové sútry“)
- Riššó ankokurum („Pojednání o zabezpečení státu zřízením ortodoxie“)
- Kandžin honzon só („Předmět uctívání v kontemplaci“)